# Long Khẩu

Long Khẩu

Long Khẩu (giản thể: 龙口市; phồn thể: 龍口市; bính âm: Lóngkǒu Shì, Hán Việt: Long Khẩu thị) là một thành phố cấp huyện của địa cấp thị Yên Đài, tỉnh Sơn Đông, Trung Quốc. Thành phố này có diện tích 901 km², dân số năm 2018 là 635.839 người, mã số bưu chính 265700, mã vùng điện thoại 0535.

## Phân chia hành chính
Thành phố Long Khẩu quản lý 13 đơn vị hành chính, gồm 5 nhai đạo và 8 trấn.